# 麻辣高校生
《麻辣高校生》是中視首播的台灣校園搞笑偶像劇，製作人柯宜勤，導演柯欽正、蔣凱宸，編劇方懿德，演員包括屈中恆、陳幼芳、劉亮佐、庹宗康、張善為、潘瑋柏、林利霏、范筱梵、安以軒、謝承均、張勛傑、陳若芝、郭品超等，2002年7月5日首播，首播時間為每星期五21:30（台灣時間，以下皆同）。

## 剧情简介
黃主任和萬老師結婚且一同調到澎湖，徐磊和雅容重修舊好並一起待在美國，觀三甲也有幾個學生離開學校以及鐵人去巴西踢足球和陸小曼當潛水教練，之後学校另请了一批管理有序的主任及老师来接管学校，观三甲的學生們由於過度思念徐磊等人，再加上新來的老師太過機車，竟群起和老师们作对！观三甲的新班导「李强」想要和学生好好沟通，没想到不但学生不买他的帐、连主任们也将他视为眼中钉！一场师生间的大对决就此展开……

## 背景

### 傳聞
《麻辣高校生》是從華視《麻辣鮮師》分家出來，並非繼承所有劇情也不是續作，是以下學期為全新的故事為起點。
聽說因為當時中視看到《麻辣鮮師》大紅，所以花了重金把劇組挖角過去，挖走了導演柯欽正、編劇方懿德，以及《麻辣鮮師》主要第二代學生演員（潘瑋柏、林利霏、張善為、范筱梵）和小護士陳俐蓁，以及部份工作人員和劇組人員。甚至中視重金買下《麻辣鮮師》片頭曲〈青春真偉大〉音樂相關版權，成為《麻辣高校生》片頭曲(其修改音樂中的畫面)。
劇情上《麻辣高校生》算是《麻辣鮮師》分裂下的故事，並不是《麻辣鮮師》的續作。
杜詩梅和郭鐵人婉拒演出，林佑威因個人行程滿檔而婉拒邀約，安以軒因劇情與前作銜接不上則在本次以全新角色特別演出。
後藤希美子、增山裕紀與郭昱晴則以客串演出。
謝子擎與柯慈輝則是友情演出。柯慈輝曾經擔任《麻辣鮮師》執行製作．謝子擎曾擔任《麻辣鮮師》道具工作人員，兩位在《麻辣高校生》皆有客串演出。
其中在《麻辣鮮師》二代中客串演員郭品超、謝承均皆在《麻辣高校生》當任主要演員。
但《麻辣高校生》有時還是會有和《麻辣鮮師》有關的情節，則是以回憶和解說的方式略過，例如小護士到辦公室時問：「這裡不是徐磊（《麻辣鮮師》男主角）的辦公室嗎？」

### 爭議
中視《麻辣高校生》與華視《麻辣鮮師》曾因為拍攝手法和相關內容有抄襲爭議，雙方曾一度訴諸法律，但幕後曾有多位財經和政客參與調解，最後則不了了之。
儘管《麻辣高校生》跟《麻辣鮮師》兩個節目的收視都各自在同時段勇冠，但是眾多觀眾卻在網路上對這兩個節目及新演員展開謾罵，更灌爆中視《麻辣高校生》官方網站的留言版．甚至中視《麻辣高校生》官方網站的留言版緊急關閉，《麻辣高校生》製作人柯宜勤也百般無奈。
桃園市私立光啟高級中學則是表態中立，緊急對外說明是僅是協助拍攝，並不想參與其中的矛盾與誤會，要求大眾理性面對。

### 後續
中視《麻辣高校生》砸下重金重本還是打不贏華視《麻辣鮮師》，雖然中視《麻辣高校生》在短期收視長紅．一度領先華視《麻辣鮮師》，即使有許多演員和藝人客串演出，由於劇中太刻意強調模仿搞笑詼諧與麻辣鮮師雷同。
原本預計集數60集，可是後期因演出演員個人行程滿檔與其它因素，便在41集成為該劇結局而停止，開播不到一年便草草收場，未再拍攝續集，即便中視有意拍攝電影版或是續集，因考量許多因素而作罷。
華視《麻辣鮮師》則是穩穩走過4年的光陰，長期有穩定的收視率。

## 大事紀
- 2002年5月27日，中視舉行《麻辣高校生》「開學典禮」，中視總經理江奉琪親自蒞臨並扮演「校長」。
- 2003年1月21日，鈊象電子發行的網路遊戲《封神Online》邀請《麻辣高校生》五位演員范筱梵、安以軒、林利霏、謝承均、張勛傑擔任代言人。

## 人物介紹

### 教職員

#### 主要演員
| 演員   | 角色              | 人物簡介 |
| 屈中恆 | 李強              | 觀三甲的新任導師。看似憨厚的外表下、有著一份對教育無人能比的熱情和傻勁。教育觀念非常開放，使他更能站在學生的立場來關心他們的問題。面對困難、常有出人意表的解決方式。                                                                   |
| 陳幼芳 | 鄺香梅            | 教務主任。律己嚴、待人更嚴。從小到大都是名列前茅的資優生，所以她相信「英才教育」的重要性。為了讓學生都成為菁英份子，她不惜用高壓手段、鐵腕政策！是一個只看結果、不問過程的管理人。                                                     |
| 劉亮佐 | 王大千            | 訓導主任。標準的「笑面虎」，總是一付很明理的樣子，很會說場面話，但事實上也是個老頑固。在他眼中學生只有兩種～「功課好的好學生」和「功課不好的壞學生」。私底下，他對教務主任有一份「特別的好感」，因此對教務主任的各種政策總是大力支持。 |
| 庹宗康 | 康紀良            | 訓育組長兼體育老師。兩位主任鐵腕教育的執行者。在學生面前鐵面無情、在主任面前則是阿諛諂媚。常常假體育課之名來處罰不聽話的學生。私下在教育主任面前常常偷打訓導主任的小報告，為的是希望有朝一日取代訓導主任的地位。                       |
| 陳若芝 | 米馨亞 （Miss米） | 學校保健室的護士，劇情後期因為合約問題沒有參與演出。 |

#### 客串演員
| 演員   | 角色   | 人物簡介                                                     |
| 林昶佑 | 傅逸成 | 滑輪社教練。                                                 |
| 屈中恆 | 李勉   | 觀三甲的代理導師，李強的雙胞胎哥哥。童心未泯，主張愛的教育。 |
| 蘇有朋 | 趙有朋 | 新任歷史老師。                                               |
| 孫耀威 | 孫義誠 | 新任英文老師。                                               |
| 郭昱晴 | 唐玉琪 | 新任心理輔導老師。                                           |

### 學生

#### 觀三甲

##### 主要演員
| 演員   | 角色             | 人物簡介                                                                            |
| 潘瑋柏 | 韓兆傑 （Money） | 家境極為富裕，全校女生的夢想中的情人，後來休學全家移民去美國定居。                  |
| 張善為 | 柯志明 （蝌蚪）  | 吉娜男友，夢想常常換，後來休學到韓國定居打電競。                                    |
| 范筱梵 | 楚孟倩 （小孟）  | 觀三甲豪放女，個性豪爽，喜好逞兇鬥狠，是本校「玫瑰幫」的大姐大。                    |
| 林利霏 | 吉娜 （Gina）    | 來自新加坡，柯志明女友。個性善良，就像一個傻大姐。                                  |
| 安以軒 | 歐沛琦 （琦琦）  | 於第2集轉入觀三甲。                                                                 |
| 張勛傑 | 楊立業 （阿業）  | 於第3集轉入觀三甲，是黑道大哥大的少爺，品學兼優，個性忠厚，本班新進的帥哥。         |
| 謝承均 | 黎振司 （阿司）  | 於第6集轉入觀三甲，為學生藝人，號稱台灣的竹野內豐，個性穩重、力求上進，是酷型帥哥。 |
| 隆宸翰 | 楊謙             | 交換生，於第17～20集短暫待在觀三甲。                                                |
| 郭品超 | 尹俊熙           | 於第26集轉入觀三甲，是個外冷內熱的帥哥。                                            |
| 許安安 | 許安安           | 對自己缺乏自信，於是很少跟班上來往。                                                |
| 柯慈輝 | 朱牧             | 留級生。於第26集從汽修三甲轉入觀三甲。                                              |

##### 客串演員
| 演員       | 角色            | 人物簡介                                                                                               |
| 後藤希美子 | 趙旻萱 （格格） | 前觀三甲學生，第20集從日本短暫回觀三甲。曾誤認黎振司為其男友沈讓（《麻辣鮮師》角色，亦為謝承均飾演）。 |
| 高玉珊     | 林連枝          | 休學多年的高齡中輟生。                                                                                 |
| 高浩鈞     | 龍澤秀          | 被楊立業等人找去跟可米小子一起尬舞的低存在感同學。                                                     |

#### 資處二甲

##### 主要演員
| 演員   | 角色            | 人物簡介                                               |
| 薛淵琮 | 羅紹文 （小么） | 喜歡吉娜的癡情小帥哥。                                 |
| 陳承祥 | 杜平 （阿Ben）  | 興趣是看美女。喜歡陳慧敏。                             |
| 夏于喬 | 歐陽明子        | 由於覺得孤獨，故經常罵楚孟倩“不良少女”以引起她的注意。 |
| 曾耀揚 | 程朗 （阿朗）   | 於第28集轉入資處二甲，曾被全國學校退學。               |
| 花兒   | 邊筱潔          | 於第28集轉入資處二甲，中巴混血兒。                     |
| 賴雅妍 | 陳慧敏          | 家庭環境特殊，故經濟有壓力。喜歡羅紹文。               |

##### 客串演員
| 演員     | 角色            | 人物簡介                                 |
| 曾少宗   | 曾少宗          | 可米小子                                 |
| 張庭偉   | 張庭偉          | 可米小子                                 |
| 安鈞璨   | 安鈞璨          | 可米小子                                 |
| 許君豪   | 許君豪          | 可米小子                                 |
| 申東靖   | 申東靖          | 可米小子                                 |
| 王傳一   | 王傳一          | 可米小子                                 |
| 增山裕紀 | 徐令剛 （小剛） | 於第37集轉入資處二甲，出身於金融企業界。 |

#### 汽修三乙
| 演員   | 角色 | 人物簡介                 |
| 謝子擎 | 小謝 | 留級生。壞蛋三人組之首。 |

#### 柔道社
| 演員   | 角色   | 人物簡介                 |
| 徐愛心 | 徐愛心 | 柔道社成員，喜歡韓兆傑。 |

### 其他客串角色
| 演員   | 角色        | 人物簡介                             |
| 檢場   | 楊桑        | 楊立業的父親。                       |
| 施彥宇 | 小虎        | 吉娜的表弟。                         |
| 何庭箴 | 幼時Miss 米 | 小米馨亞。                           |
| 郭靜純 | 蘇雅雯      | 丫丫的母親。                         |
| 蕭穎   | 丫丫        | 跑到學校找爸爸的小女孩。             |
| 簡沛恩 | 林曉瑛      | 李強的小學同學。詐騙份子。           |
| 李沛旭 | 石頭        | 古惑仔。黎振司兒時朋友。             |
| 林立雯 | 梁小琪      | 康紀良的相親對象。                   |
| 胡鴻達 | 高財旺      | 林連枝的兒子。                       |
| 王鈞浩 | 阿南        | 追求小孟的男子，事實上是約會強暴犯。 |

## 音效
| 歌曲                | 作曲/作詞                  | 主唱                       |
| 片頭曲: 青春真偉大  | 作曲: 作詞:                | 麻辣鮮師全體               |
| 片頭曲2: Hey Hah    | 作曲: 作詞:                | 可米小子                   |
| 片尾曲1: 求愛復刻版 | 作曲:町田紀彥 作詞: 陳鎮川 | 可米小子                   |
| 片尾曲2: 青春無敵   | 作曲: 作詞:                | 可米小子                   |
| 插曲: 換季          | 作曲: 作詞:                | 林利霏、范筱梵、後藤希美子 |

## 外部連結
- 中視《麻辣高校生》官方網頁[]

| 中國電視公司 星期五21:30                                                   | 中國電視公司 星期五21:30                   | 中國電視公司 星期五21:30 |
| -------------------------------------------------------------------------- | ------------------------------------------ | ------------------------ |
|                                                                            | 麻辣高校生 （2002年7月5日－2003年4月18日） |                          |
| 明日英雄 （？－2002年6月28日） （2002年7月6日起，首播時間改為星期六12:30） | —                                          |                          |